# جين مورغان (ممثلة)
جين مورغان (بالإنجليزية: Jane Morgan)‏ هي عازفة كمان وممثلة أمريكية، ولدت في 6 ديسمبر 1880 في المملكة المتحدة، وتوفيت في 1972 في شمال هوليوود ‏ في الولايات المتحدة بسبب مرض.

## وصلات خارجية
- جاين مورغان على موقع IMDb (الإنجليزية)
- جاين مورغان على موقع قاعدة بيانات الفيلم (الإنجليزية)